# Макеев, Сергей Алексеевич
Сергей Алексеевич Макеев ( 13 ноября 1950, Полоцк Витебской области ) — украинский социолог. Кандидат философских (1982), доктор социологических (1991) наук, профессор (2002). Лауреат Государственной премии Украины в области науки и техники (2014).

## Биография
Окончил Киевский университет (1976). Работает в Институте социологии НАНУ: с 1992 – заведующий отделом исследования социальной структуры.

Изучает проблемы динамики структуры сообщества, тенденции социальной стратификации, направления и масштабы социальной мобильности.

## Научные труды
- «Социальные перемещения в крупном городе». К., 1989;
- «Социальные идентификации и идентичности». К., 1996 ( в соавторстве);
- «Демони миру та боги війни. Соціальні конфлікти посткомуністичної епохи». К., 1997 (в соавторстве);
- «Соціальні інститути: класичні трактовки та сучасні підходи до вивчення» // Соціологія: теорія, методи, маркетинг. 2003. № 4;
- «Інституційна генерація насильства» // ФД. 2013. № 2;
- «Диференціація солідарностей в екстраординарних ситуаціях 2013–2015 років в Україні» // Соціологія: теорія, методи, маркетинг. 2016. № 1.